# Appio-Pignatelli

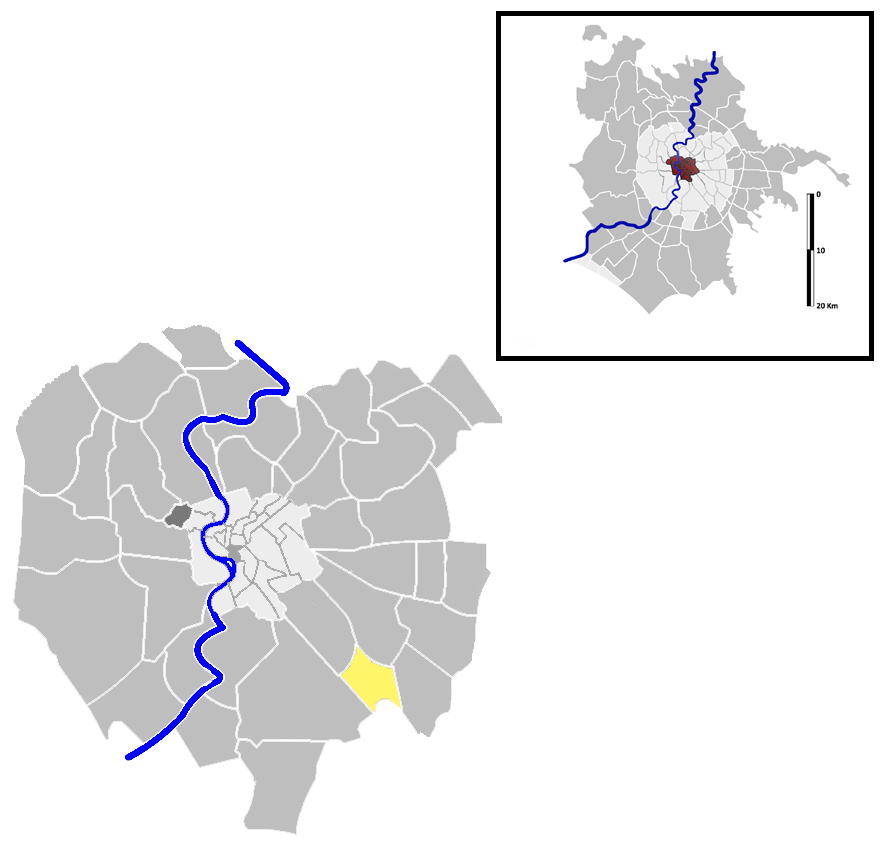
Localisation d'Appio-Pignatelli sur la carte administrative de Rome.

Appio-Pignatelli est un quartiere (quartier) situé au sud-est de Rome en Italie qui prend son nom de la via Appia et de la famille Pignatelli (dont faisait partie Innocent XII). Il est désigné dans la nomenclature administrative par Q.XXVI et fait partie du Municipio VII et VIII. Sa population est de 7 230 habitants répartis sur une superficie de 3,494 4 km2.

## Lieux particuliers
- Église San Tarcisio